# 天宇海

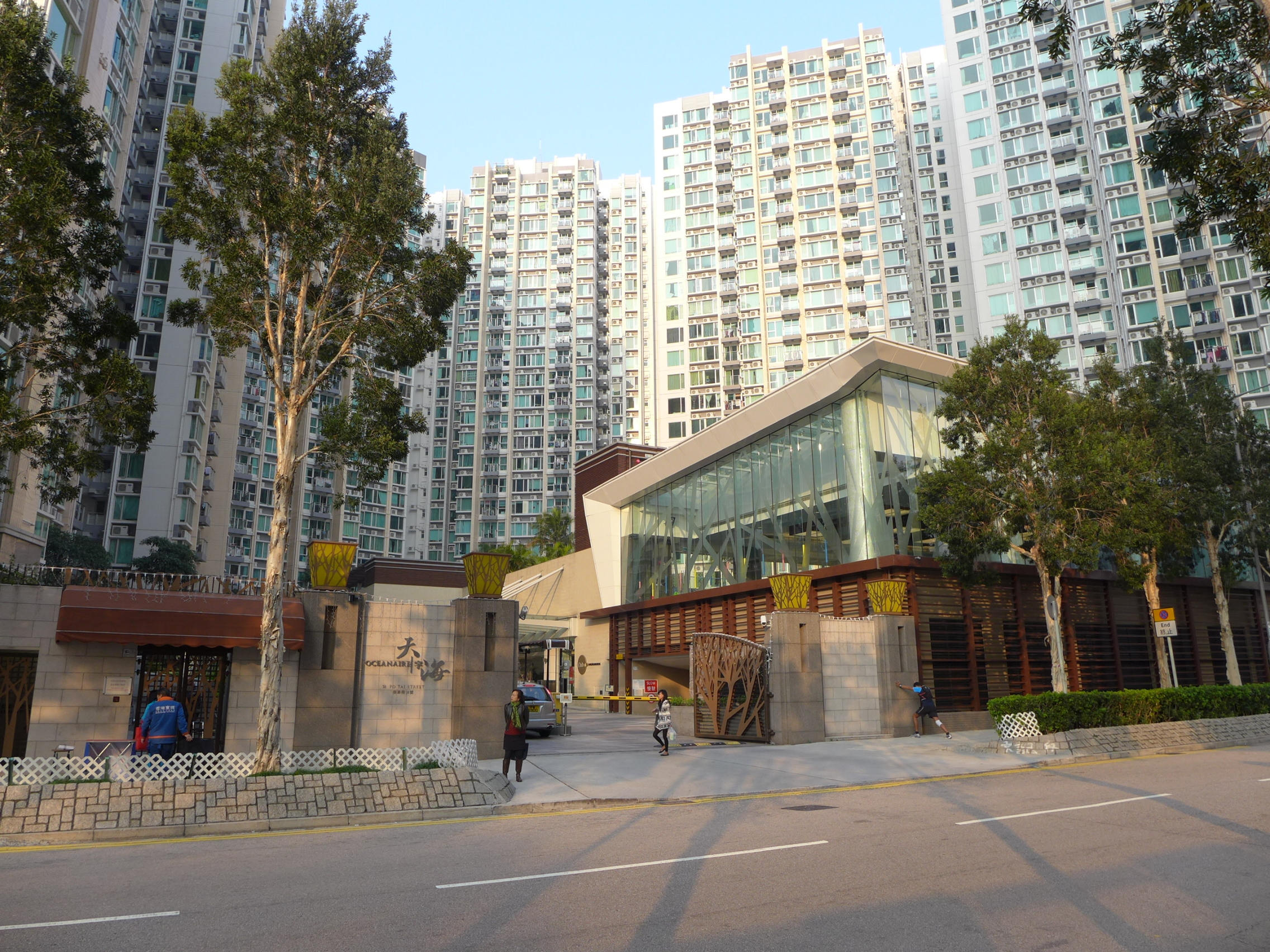
天宇海主入口

天宇海（英語：Oceanaire）是香港的一個私人屋苑，位於沙田區馬鞍山保泰街18號，鄰近港鐵恆安站。於2011年10月入伙。屋苑共有6座（每座再分為AB座），單位總數1143個，已包括14間獨立屋。單位於2010年10月預售樓花，並於四日內全數沽清。

## 分層單位
所有單位為三至四房設計之大單位。共30層（不設4、13、14、24層）；兩梯四戶。
- 48間「天宇大宅」設於30樓連私人空中天台
- 25間「海畔花園大宅」設於平台層向海的連花園大宅。
- 6間「池畔花園大宅」設於平台層向會所的連花園大宅。
- 14間「御花園獨立屋」三層連花園及天台的獨立屋

## 住客會所
「Club Oceanaire」為天宇海之私人住客會所，由獲獎設計公司世界设计伙伴（Design Worldwide Partnership）負責設計。會所共五層連園林佔地達9萬平方呎，造價達3.2億。 設施包括：多用途體育館、保齡球館、宴會廳、排舞室、私人迷你影院、戶外燒烤場、小童遊戲間、室內外泳池以及長達45米的室外園林度假泳池。

## 樓層被指誤導
有買家向無線電視新聞投訴，指自己買入屋苑5樓下面的平台「海畔花園大宅」，但收樓時卻發覺「平台層」實為地面，比一輛雙層巴士的高度還要矮，「海畔」單位卻與海隔着行人路、馬路迴旋處及海濱長廊，無法看到海景，有立法會議員及學者指發展商有意誤導買家。但發展商長實回應指，樓層分佈是因應地勢及建築設計而定，已獲政府部門審批，亦有在樓書內清楚列明。
另外，因「平台層」乃於行人路旁，行人可以隨時透過落地玻璃飽覽業主生活及屋內情況，亦能夠伸手敲打屋內玻璃。再加上「平台層」附近有馬路，音量不時都維持在65至75分貝。

## 感染2019冠狀病毒病事件
一名獨居於天宇海1A座26樓的56歲男子，在2020年1月10日至19日曾獨自到武漢探望父母，回港後懷疑自己有一日發燒，到威爾斯親王醫院急症室求診。不過肺部X光檢查顯示沒有肺花，加上病人也沒有發燒，所以未有留院。他亦曾於20日入住沙田帝逸酒店，直到1月22日覆診後證實右邊肺部有輕微肺炎跡象。其太太及父母均沒有出現病徵。事後屋苑內有多名清潔工加強清潔，會所亦已封閉。到中午有身穿保護衣的食環人員在屋苑外清洗街道。而有出入的住戶和私家車內的人都戴上口罩，當區區議員也在門外呼籲市民戴上口罩。

## 交通
住客車位409個；51個位於平台層。30個訪客車位。44個電單車位及358個單車車位，住客可由每座住宅大樓電梯直達所屬地庫停車場。

## 外部連結
- 天宇海官方網站（页面存档备份，存于）
- 天宇海業主討論區